# Inseguendo la mia musica
Inseguendo la mia musica è un album dal vivo del cantautore italiano Roby Facchinetti, pubblicato il 25 settembre 2020 dalla Sony Music.

## Tracce

### CD 1
1. Ouverture (intro) - 0:35
2. Anima e corpo - 4:41
3. Cosa dici di me -  3:43
4. Non lasciarmi mai più - 4:14
5. Io e te per altri giorni - 3:45
6. Giorni infiniti - 5:10
7. Ali per guardare, occhi per volare - 4:54
8. Il volo di Haziel - 3:40
9. Un mondo che non c'è - 2:43
10. Notte a sorpresa - 3:25
11. Il cielo è blu sopra le nuvole - 3:22
12. Amici per sempre - 2:28
13. Noi due nel mondo e nell'anima - 3:50
14. La donna del mio amico - 3:28
15. Per te qualcosa ancora - 3:02
16. La gabbia - 3:01
17. Amica mia - 3:16
18. È bello riaverti - 4:29

### CD2
1. Viva - 4:49
2. Uomini soli - 4:25
3. Pierre - 3:28
4. Ma che vita la mia - 2:55
5. Ci penserò domani - 4:31
6. Domani - 3:36
7. In silenzio - 3:41
8. Mi manchi - 4:06
9. Fai col cuore - 4:51
10. Dammi solo un minuto - 3:22
11. Non siamo in pericolo - 2:49
12. Chi fermerà la musica - 3:30
13. Tanta voglia di lei - 4:32
14. Pensiero - 2:15
15. E vanno via - 1:15

### CD3
1. Rinascerò rinascerai (Facchinetti - D'Orazio) - 4:16
2. Fammi volare (Facchinetti - D'Orazio) - 4:56
3. Invisibili (Facchinetti - D'Orazio) - 4:11
4. L'ultima parola (Facchinetti - D'Orazio) - 5:11
5. Cosa lascio di me (Facchinetti - Polli) - 5:14
6. Rinascerò rinascerai (strumentale) (Facchinetti) - 4:16
7. Fammi volare (strumentale) (Facchinetti) - 4:56
8. Invisibili (strumentale) (Facchinetti) - 4:11
9. L'ultima parola (strumentale) (Facchinetti) - 5:11
10. Cosa lascio di me (strumentale) (Facchinetti) - 5:14

## Classifiche
| Classifica (2020) | Posizione massima |
| ----------------- | ----------------- |
| Italia            | 7                 |